# Parameria laevigata
Parameria laevigata är en oleanderväxtart som först beskrevs av A.L. Juss., och fick sitt nu gällande namn av H.N. Moldenke. Parameria laevigata ingår i släktet Parameria och familjen oleanderväxter. Inga underarter finns listade i Catalogue of Life.